# William Henry Clinton
William Henry Clinton GCB (Lyons, 23 de Dezembro de 1769 — Cockenhatch, 15 de Fevereiro de 1846) foi um general e político britânico que se distinguiu durante as Guerras Napoleónicas, tendo comandado a força britânica que tomou e ocupou a Madeira entre 1801 e 1802 e depois a divisão britânica que esteve em Portugal no período que precedeu a Guerra Civil Portuguesa. Era neto do almirante George Clinton e irmão mais velho do tenente-general Sir Henry Clinton.

## Biografia
Nasceu no seio de uma família com fortes tradições militares, contando entre os seus membros vários oficiais generais. Foi filho do general Sir Henry Clinton, um militar britânico que se distinguira na Guerra da Independência Americana.
Clinton alistou-se no Exército Britânico em 1784 como cadete (cornet) no 7.º Regimento de Infantaria Ligeira (7th Light Dragoons), a mesma unidade onde seu pai era oficial general.
No contexto das operações bélicas da Primeira Coligação, em 1793 participou, sob o comando do Duque de York, nas campanhas da Flandres e dos Países Baixos, então já como capitão do 1.º Regimento de Guardas (1st Guards). No ano seguinte ganhou a sua promoção a tenente-coronel naquele regimento.
Também seguiu a tradição política da família e foi eleito membro da Câmara dos Comuns do Parlamento Britânico pelo círculo eleitoral de East Retford para o período de 1794 a 1796. Neste último ano deixou o Parlamento para ocupar o cargo de ajudante-de-campo do Duque de York.
Em 1799, Clinton foi enviado a Itália como oficial de ligação junto das forças russas que ali se encontravam, regressando pouco depois para participar da expedição aos Países Baixos que teve lugar no final daquele ano.
Em 1801 foi promovido a coronel e participou na captura e ocupação da Madeira, sendo nomeado governador das forças britânicas presentes na ilha, cargo que exerceu de Julho de 1801 a Março de 1802. Durante aquele período, apesar de ser formalmente a autoridade superior presente no arquipélago, não interferiu com a administração civil, que deixou a cargo das autoridades portuguesas.
Em 1803 foi nomeado secretário militar (Military Secretary) do comandante-em-chefe britânico, passando em 1804 a ocupar o lugar de quartel-mestre-general na Irlanda.
Em 3 de Novembro de 1806 voltou a ocupar um lugar no Parlamento, desta feita em representação do círculo eleitoral de Boroughbridge, mantendo esse assento até 4 de Agosto de 1818, mas interrompendo a sua participação parlamentar para participar em campanhas militares e missões diplomáticas.
Em 1807 foi enviado em missão diplomática à Suécia, encarregue de negociar matérias militares. Em 1808, Clinton foi promovido ao posto de major-general.
No ano de 1812, Clinton esteve integrado nas forças britânicas em operações no Mediterrâneo, comandando uma divisão em Messina, Itália. No contexto da Guerra Peninsular, comandou a 1.ª divisão britânica durante a campanha liderada por Sir Arthur Wellesley em Espanha nos anos de 1812 e 1813.  Clinton distinguiu-se durante a Batalha de Castalla, travada a 13 de Abril de 1813.
Em Junho de 1813, Clinton foi nomeado comandante-em-chefe das forças britânicas no leste de Espanha, servindo neste cargo até Abril de 1814. Nestas funções teve pouca participação activa, já que a Guerra Peninsular se aproximava do seu termo. Em 1815, após a sua promoção a tenente-general, Clinton foi feito cavaleiro da Ordem do Banho.
Tendo voltado à Câmara dos Comuns, pelo círculo eleitoral de Newark-on-Trent, voltou a ser encarregue do comando de forças britânicas na Península Ibérica, desta feita comandando uma divisão de cerca de 5 000 homens enviada para Portugal com o objectivo de apoiar o regime constitucional saído da Revolução Liberal do Porto, então liderado pela regente Isabel Maria de Bragança. Permaneceu em Portugal entre Dezembro de 1826 e 25 de Abril de 1828, data em que embarcou com destino a Inglaterra por ordem de D. Miguel I de Portugal, que entretanto assumira o poder e restaurara o absolutismo. Após o seu regresso foi promovido a general e a 6 de Março de 1829 deixou definitivamente o seu assento parlamentar.
Em 1842 abandonou o seu lugar no Parlamento e passou a servir como governador do Chelsea Hospital, cargo que manteve de 1842 até falecer em 15 de Fevereiro de 1846, em Cockenhatch, próximo de Royston, Hertfordshire.